# Coronel Bolognesi Fútbol Club
Il Coronel Bolognesi Fútbol Club è una società calcistica peruviana con sede nella città di Tacna. Milita in Copa Perú, secondo livello del campionato peruviano di calcio. Deve il suo nome a Francisco Bolognesi, un militare peruviano.

## Storia
La società fu fondata il 27 maggio 1998 come squadra satellite del Club Deportivo Coronel Bolognesi con il nome di Club Sport Bolito. Dopo una rapida ascesa nelle serie minori peruviane e la vittoria della Copa Perú nel 2001, con conseguente promozione al Campeonato Descentralizado l'anno successivo, cambiò denominazione in Coronel Bolognesi Fútbol Club.
Nel 2004 ha preso parte alla Coppa Sudamericana, partecipandovi anche nel 2006 e nel 2007. Nel 2007 ha vinto il Torneo Clausura del Campeonato Descentralizado e si è qualificato all'edizione 2008 della Coppa Libertadores (nella quale è stata eliminata nella fase a gironi senza riuscire mai ad andare a segno).
Nel 2009 è retrocesso in Segunda División, restandovi dal 2010 al 2012. Nel 2013, a causa di problemi finanziari, non si è iscritto alla Segunda División ed è ripartito dalla Copa Perú.
Sue storiche rivali sono il CD Alfonso Ugarte.

## Palmarès

### Altri piazzamenti
- Campionato peruviano:

Terzo posto: 2003

## Organico

### Rosa 2013
| N. |                 | Ruolo | Calciatore       |
| -- | --------------- | ----- | ---------------- |
| 1  | Perù (bandiera) | P     | Jaime Muro       |
| 4  | Perù (bandiera) | D     | Erásmo Gutiérrez |
| 5  | Perù (bandiera) | D     | Javier Chirinos  |
| 6  | Perù (bandiera) | C     | Piero Rivas      |
| 7  | Perù (bandiera) | C     | William Mendoza  |
| 10 | Perù (bandiera) | C     | Gustavo Gonzales |
| 12 | Perù (bandiera) | P     | Michael Guzmán   |
| 13 | Perù (bandiera) | D     | Junior Armestar  |
| 15 | Perù (bandiera) | D     | Israel Funes     |
| 16 | Perù (bandiera) | C     | Raúl Maguiña     |

| N. |                 | Ruolo | Calciatore          |
| -- | --------------- | ----- | ------------------- |
| 17 | Perù (bandiera) | A     | Aldair Acevedo      |
| 19 | Perù (bandiera) | D     | Luis Torrealba      |
| 20 | Perù (bandiera) | A     | Jhon Carlos Perez   |
| 22 | Perù (bandiera) | C     | Alberto Cuadros     |
| 23 | Perù (bandiera) | D     | Roberto Vargas      |
| 24 | Perù (bandiera) | A     | Renato Vásquez      |
| 25 | Perù (bandiera) | A     | Ronald Villanueva   |
| 26 | Perù (bandiera) | C     | Charles Vidal       |
| 28 | Perù (bandiera) | D     | Joel García         |
| 31 | Perù (bandiera) | C     | Alessandro del Mazo |

### Rosa 2008
| N. |                      | Ruolo | Calciatore       |
| -- | -------------------- | ----- | ---------------- |
| 2  | Perù (bandiera)      | D     | Rafael Farfán    |
| 4  | Perù (bandiera)      | D     | Javier Chumpitaz |
| 5  | Perù (bandiera)      | C     | Jaime Linares    |
| 6  | Perù (bandiera)      | D     | Adán Balbín      |
| 7  | Argentina (bandiera) | A     | Roberto Demus    |
| 8  | Perù (bandiera)      | C     | Enio Novoa       |
| 10 | Perù (bandiera)      | C     | Mario Soto       |
| 11 | Perù (bandiera)      | C     | Jesús Chávez     |
| 12 | Perù (bandiera)      | P     | Manuel Heredia   |
| 13 | Perù (bandiera)      | C     | Renzo Revoredo   |
| 14 | Colombia (bandiera)  | A     | Juan Barros      |
| 15 | Perù (bandiera)      | C     | Freddy Barrios   |
| 16 | Perù (bandiera)      | D     | Manuel Tello     |
| 17 | Perù (bandiera)      | D     | José García      |

| N. |                      | Ruolo | Calciatore          |
| -- | -------------------- | ----- | ------------------- |
| 18 | Perù (bandiera)      | D     | Jesús Álvarez       |
| 19 | Perù (bandiera)      | A     | Sebasthian Yraola   |
| 21 | Perù (bandiera)      | C     | Enrique Ísmodes     |
| 22 | Perù (bandiera)      | C     | Yancarlo Casas      |
| 23 | Perù (bandiera)      | P     | Aléxis Mora         |
| 24 | Perù (bandiera)      | A     | Junior Ross         |
| 25 | Perù (bandiera)      | C     | Eduardo Uribe       |
| 26 | Perù (bandiera)      | D     | Adrián Zela         |
| 27 | Perù (bandiera)      | A     | Gustavo Stagnaro    |
| 28 | Perù (bandiera)      | C     | Giancarlo Sifuentes |
| 29 | Perù (bandiera)      | C     | Luis Sánchez        |
| 32 | Perù (bandiera)      | P     | Daniel Schürholz    |
| -- | Perù (bandiera)      | C     | Piero Salas         |
| -- | Argentina (bandiera) | C     | Gustavo Rodas       |